# Física teórica

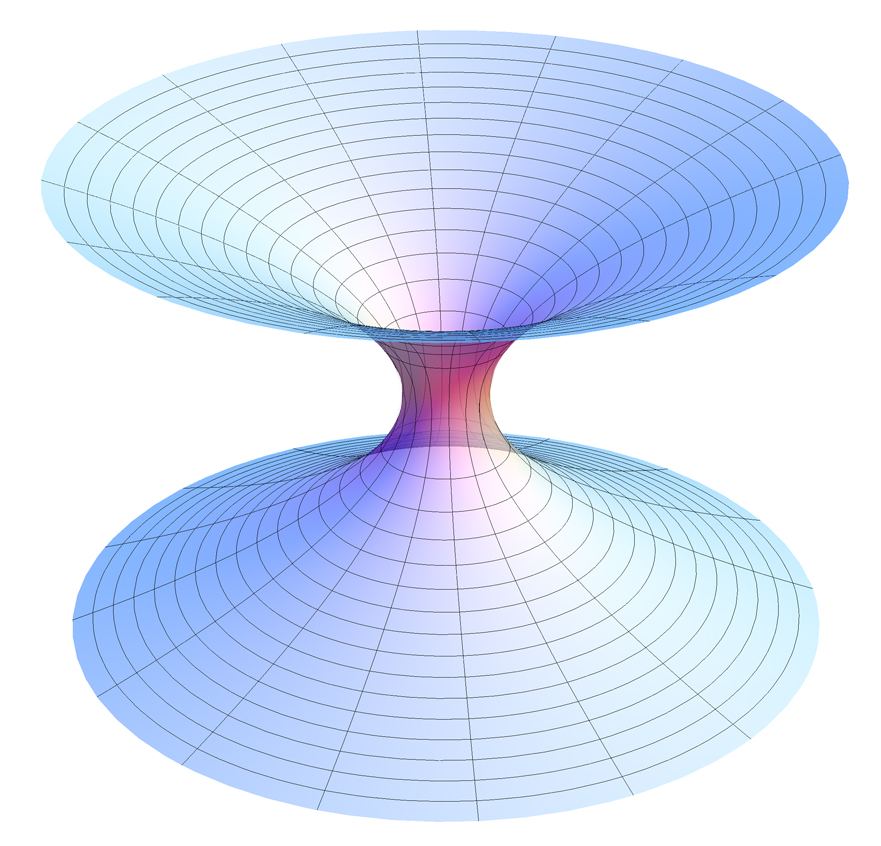
Representação visual de um buraco de minhoca de Schwarzschild. Buracos de minhoca nunca foram observados, mas são previstos por modelos matemáticos e teoria científica.

Física teórica é um ramo da física que utiliza modelos matemáticos e abstrações de objetos e sistemas físicos para racionalizar, explicar e prever fenômenos naturais. Isto contrasta com a física experimental, que utiliza ferramentas experimentais para investigar esses fenômenos.
O avanço da ciência geralmente depende da interação entre estudos experimentais e teóricos. Em alguns casos, a física teórica adere a padrões de rigor matemático enquanto dá pouca importância aos experimentos e observações. Por exemplo, enquanto desenvolvia a relatividade especial, Albert Einstein estava preocupado com a transformação de Lorentz que deixava as equações de Maxwell invariantes, mas aparentemente não se interessou pelo Experimento de Michelson-Morley sobre a deriva da Terra através de um éter luminífero. Por outro lado, Einstein foi premiado com o Prêmio Nobel por explicar o efeito fotoelétrico, anteriormente um resultado experimental sem uma formulação teórica.

## Visão geral
Uma teoria física é um modelo de eventos físicos. Ela é avaliada pela extensão com que suas previsões concordam com observações empíricas. A qualidade de uma teoria física também é julgada pela sua capacidade de fazer novas previsões que podem ser verificadas por novas observações. Uma teoria física difere de um teorema matemático porque, embora ambos sejam baseados em algum tipo de axioma, o julgamento da aplicabilidade matemática não é baseado na concordância com resultados experimentais. Uma teoria física difere de uma teoria matemática, no sentido de que a palavra "teoria" tem um significado diferente em termos matemáticos.
Uma teoria física envolve uma ou mais relações entre várias quantidades mensuráveis. Arquimedes percebeu que um navio flutua deslocando sua massa de água, Pitágoras entendeu a relação entre o comprimento de uma corda vibrante e o tom musical que ela produz. Outros exemplos incluem entropia como uma medida da incerteza sobre as posições e movimentos de partículas não vistas e a ideia mecânico-quântica de que (ação e) energia não são variáveis continuamente.
A física teórica consiste em várias abordagens diferentes. Neste sentido, a física teórica de partículas é um bom exemplo. Por exemplo, "fenomenologistas" podem empregar fórmulas (semi-) empíricas e heurísticas para concordar com resultados experimentais, muitas vezes sem entendimento físico profundo. "Modeladores" (também chamados de "construtores de modelos") muitas vezes parecem semelhantes aos fenomenologistas, mas tentam modelar teorias especulativas que têm certas características desejáveis (em vez de dados experimentais), ou aplicam as técnicas de modelagem matemática a problemas de física. Alguns tentam criar teorias aproximadas, chamadas teorias efetivas, porque teorias totalmente desenvolvidas podem ser consideradas insolúveis ou muito complicadas. Outros teóricos podem tentar unificar, formalizar, reinterpretar ou generalizar teorias existentes, ou criar novas por completo. Às vezes, a visão fornecida por sistemas matemáticos puros pode fornecer pistas sobre como um sistema físico pode ser modelado; por exemplo, a noção, devida a Riemann e outros, de que o espaço em si pode ser curvo. Problemas teóricos que precisam de investigação computacional são frequentemente da preocupação da física computacional.
Avanços teóricos podem consistir em deixar de lado antigos paradigmas incorretos (por exemplo, a teoria do éter luminífero da propagação da luz, a teoria calórica do calor, a combustão consistindo na evolução do flogisto, ou corpos astronômicos girando em torno da Terra) ou pode ser um modelo alternativo que fornece respostas mais precisas ou que podem ser mais amplamente aplicadas. Neste último caso, será necessário um princípio de correspondência para recuperar o resultado anteriormente conhecido. No entanto, às vezes, os avanços podem seguir caminhos diferentes. Por exemplo, uma teoria essencialmente correta pode precisar de algumas revisões conceituais ou factuais; a teoria atômica, postulada pela primeira vez há milênios (por vários pensadores na Grécia e na Índia) e a teoria de dois fluidos da eletricidade são dois casos neste ponto. No entanto, uma exceção a tudo isso é a dualidade onda-partícula, uma teoria que combina aspectos de diferentes modelos opostos através do princípio de complementaridade de Bohr.
As teorias físicas tornam-se aceitas se forem capazes de fazer previsões corretas e nenhuma (ou poucas) incorretas. A teoria deve ter, pelo menos como objetivo secundário, uma certa economia e elegância (comparar com beleza matemática), uma noção às vezes chamada de "Navalha de Occam" em homenagem ao filósofo inglês do século XIII William de Occam (ou Ockham), em que a mais simples das duas teorias que descrevem o mesmo assunto de forma igualmente adequada é preferida (mas simplicidade conceitual pode significar complexidade matemática). Elas também são mais propensas a serem aceitas se conectarem uma ampla gama de fenômenos. Testar as consequências de uma teoria faz parte do método científico.
As teorias físicas podem ser agrupadas em três categorias: teorias principais, teorias propostas e teorias de margem.

## História
A física teórica começou pelo menos há 2 300 anos, sob a filosofia pré-socrática, e continuou por Platão e Aristóteles, cujas visões dominaram por um milênio. Durante o surgimento das universidades medievais, as únicas disciplinas intelectuais reconhecidas eram as sete artes liberais do Trivium como gramática, lógica e retórica e do Quadrivium como aritmética, geometria, música e astronomia. Durante a Idade Média e o Renascimento, o conceito de ciência experimental, o contraponto à teoria, começou com estudiosos como Ibn al-Haytham e Francis Bacon. Com o avanço da Revolução Científica, os conceitos de matéria, energia, espaço, tempo e causalidade começaram lentamente a adquirir a forma que conhecemos hoje, e outras ciências se desmembraram do escopo da filosofia natural. Assim começou a era moderna da teoria com o paradigma copernicano na astronomia, logo seguido pelas expressões de Johannes Kepler para as órbitas planetárias, que resumiram as meticulosas observações de Tycho Brahe; o trabalho desses homens (junto com o de Galileu) pode ser considerado a Revolução Científica.
O grande impulso para o conceito moderno de explicação começou com Galileu, um dos poucos físicos que foi tanto um teórico consumado quanto um grande experimentalista. A geometria analítica e a mecânica de Descartes foram incorporadas ao cálculo e à mecânica clássica de Isaac Newton, outro teórico/experimentalista de alto nível, escrevendo Principia Mathematica. Continha uma grande síntese do trabalho de Copérnico, Galileu e Kepler; assim como as teorias de mecânica e gravitação de Newton, que prevaleceram como visões de mundo até o início do século XX. Simultaneamente, também houve progressos na óptica (em particular na teoria das cores e na antiga ciência da ótica geométrica), cortesia de Newton, Descartes e os holandeses Snell e Huygens. Nos séculos XVIII e XIX, Joseph-Louis Lagrange, Leonhard Euler e William Rowan Hamilton expandiriam consideravelmente a teoria da mecânica clássica. Eles retomaram a interação entre matemática e física iniciada dois milênios antes por Pitágoras.
Entre as grandes realizações conceituais dos séculos XIX e XX estavam a consolidação da ideia de energia (bem como sua conservação global) pela inclusão de calor, eletricidade e magnetismo e depois luz. As leis da termodinâmica e, mais importante, a introdução do conceito singular de entropia começaram a fornecer uma explicação macroscópica para as propriedades da matéria. A mecânica estatística (seguida pela física estatística e mecânica estatística quântica) surgiu como um desdobramento da termodinâmica no final do século XIX. Outro evento importante no século XIX foi a descoberta da teoria eletromagnética, unificando os fenômenos anteriormente separados da eletricidade, magnetismo e luz.
Os pilares da física moderna, e talvez as teorias mais revolucionárias na história da física, foram a teoria da relatividade e a mecânica quântica. A mecânica newtoniana foi subsumida sob a relatividade especial e a gravidade de Newton recebeu uma explicação cinemática pela relatividade geral. A mecânica quântica levou à compreensão da radiação do corpo negro (que, de fato, foi uma motivação original para a teoria) e de anomalias nas calores específicos dos sólidos — e finalmente para a compreensão das estruturas internas dos átomos e moléculas. A mecânica quântica logo deu lugar à formulação da teoria quântica de campos (QFT), iniciada no final da década de 1920. No rescaldo da Segunda Guerra Mundial, mais progressos trouxeram um renovado interesse na QFT, que desde os primeiros esforços, havia estagnado. O mesmo período também viu novas investidas sobre os problemas de supercondutividade e transições de fase, bem como as primeiras aplicações da QFT na área da matéria condensada teórica. As décadas de 1960 e 70 viram a formulação do Modelo padrão da física de partículas usando QFT e avanços na física da matéria condensada (fundamentos teóricos da teoria BCS da supercondutividade e fenômenos críticos, entre outros), em paralelo às aplicações da relatividade aos problemas na astronomia e cosmologia respectivamente.
Todas essas conquistas dependeram da física teórica como uma força motriz tanto para sugerir experimentos quanto para consolidar resultados — muitas vezes pela aplicação engenhosa da matemática existente, ou, como no caso de Descartes e Newton (com Leibniz), pela invenção de nova matemática. Os estudos de Joseph Fourier sobre condução de calor levaram a um novo ramo da matemática: séries infinitas, ortogonais.
A física teórica moderna tenta unificar teorias e explicar fenômenos em novas tentativas de entender o Universo, desde a escala cosmológica até a partícula elementar. Onde a experimentação não pode ser feita, a física teórica ainda tenta avançar através do uso de modelos matemáticos.

## Teorias principais
Teorias principais (às vezes referidas como teorias centrais) são o corpo de conhecimento de visões científicas e factuais e possuem uma qualidade científica usual dos testes de repetibilidade, consistência com a ciência bem estabelecida existente e experimentação. Existem teorias principais geralmente aceitas baseadas unicamente em seus efeitos explicando uma ampla variedade de dados, embora a detecção, explicação e possível composição sejam assuntos de debate.

### Exemplos
Big Bang; Teoria do caos Mecânica clássica; Teoria de campo clássico; Teoria do dínamo; Teoria de campo; Teoria de Ginzburg-Landau; Teoria cinética dos gases; Eletromagnetismo clássico; Teoria de perturbação (mecânica quântica); Cosmologia física Cromodinâmica quântica; Teoria da complexidade quântica; Eletrodinâmica quântica; Teoria quântica de campos; Teoria quântica de campos em espaço-tempo curvo; Teoria da informação quântica; Mecânica quântica; Termodinâmica quântica; Mecânica quântica relativística; Teoria da dispersão; Modelo Padrão; Física estatística; Teoria da relatividade; Dualidade onda-partícula.

## Teorias propostas
As teorias propostas de física são geralmente teorias relativamente novas que lidam com o estudo da física que incluem abordagens científicas, meios para determinar a validade dos modelos e novos tipos de raciocínio usados para chegar à teoria. No entanto, algumas teorias propostas incluem teorias que estão por aí há décadas e têm escapado de métodos de descoberta e teste. As teorias propostas podem incluir teorias de margem em processo de se estabelecerem (e, às vezes, ganharem maior aceitação). As teorias propostas geralmente não foram testadas. Além das teorias como as listadas abaixo, existem também diferentes interpretações da mecânica quântica, que podem ou não ser consideradas teorias diferentes, uma vez que é debatível se produzem diferentes previsões para experimentos físicos, mesmo em princípio. Por exemplo, AdS/CFT correspondence, Chern–Simons theory, graviton, magnetic monopole, string theory, theory of everything.

## Teorias de margem
Teorias de margem incluem qualquer nova área de empreendimento científico em processo de se estabelecer e algumas teorias propostas. Pode incluir ciências especulativas. Isso inclui campos de física e teorias físicas apresentadas de acordo com a evidência conhecida, e um corpo de previsões associadas foi feito de acordo com essa teoria.
Algumas teorias de margem acabam se tornando uma parte amplamente aceita da física. Outras teorias de margem acabam sendo refutadas. Algumas teorias de margem são uma forma de protociência e outras são uma forma de pseudociência. A falsificação da teoria original às vezes leva à reformulação da teoria.

### Exemplos
Éter (elemento clássico); Éter luminífero Física digital; Eletrogravitação; Eletrodinâmica estocástica; Teoria dinâmica da gravidade de Tesla

## Experimentos mentais vs experimentos reais
"Experimentos" mentais são situações criadas na mente, fazendo uma pergunta semelhante a "suponha que você esteja nesta situação, assumindo que tal é verdadeiro, o que seguiria?". Eles geralmente são criados para investigar fenômenos que não são prontamente experimentados em situações do dia-a-dia. Exemplos famosos de tais experimentos mentais são o gato de Schrödinger, o experimento mental EPR, ilustrações simples de dilatação do tempo, e assim por diante. Estes geralmente levam a experimentos reais projetados para verificar se a conclusão (e, portanto, as suposições) dos experimentos mentais estão corretas. O experimento mental EPR levou às desigualdades de Bell, que foram então testadas em vários graus de rigor, levando à aceitação da formulação atual da mecânica quântica e probabilismo como uma hipótese de trabalho.